# Blohm + Voss

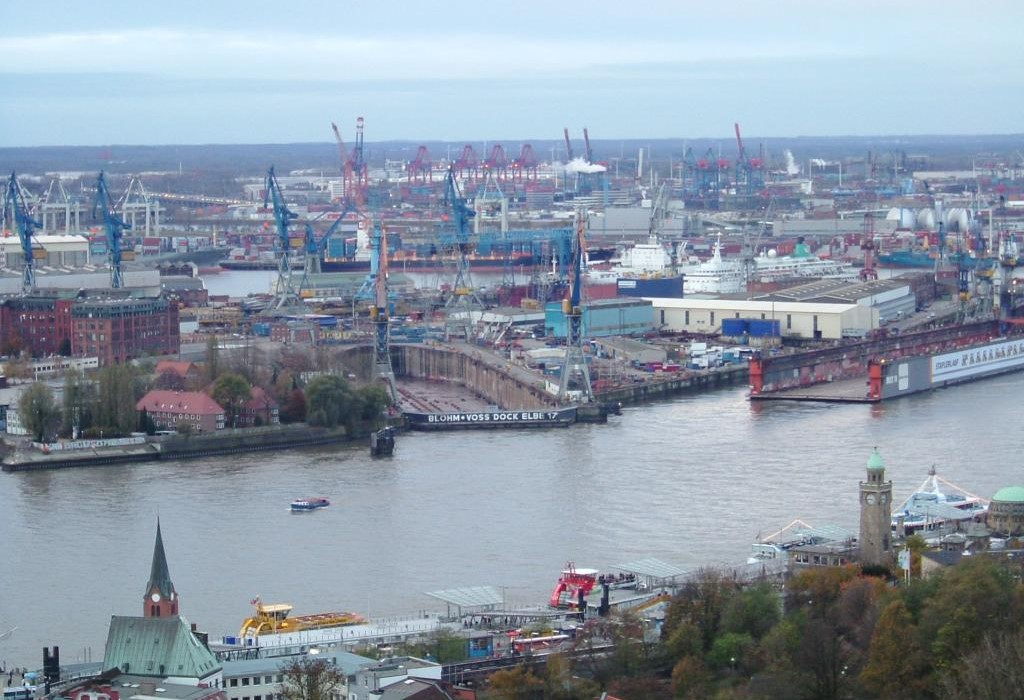
Vista del Muelle ELBE 17 de la empresa Blohm und Voss, en Hamburgo.

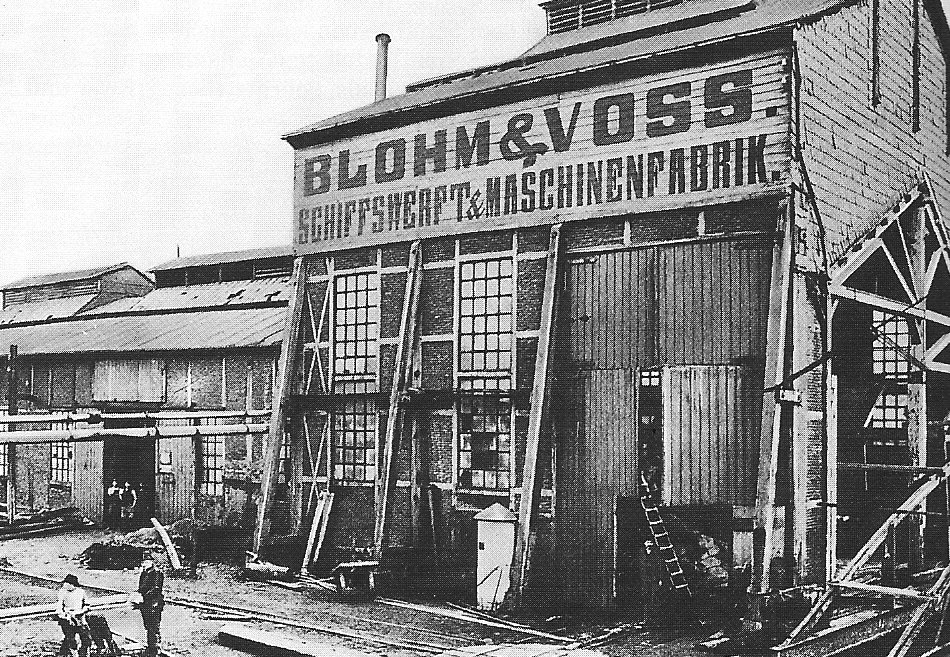
Blohm & Voss en 1877

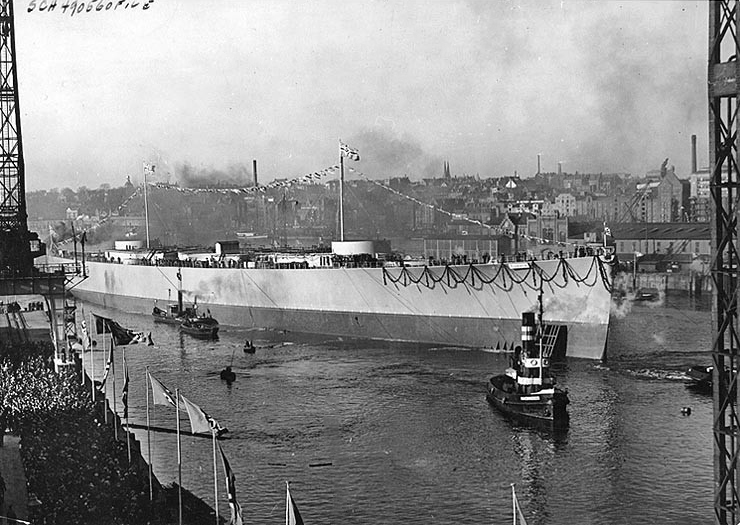
Botadura del acorazado Bismarck, uno de los buques de guerra más famosos de la Segunda Guerra Mundial, en Blohm & Voss el 14 de febrero de 1939

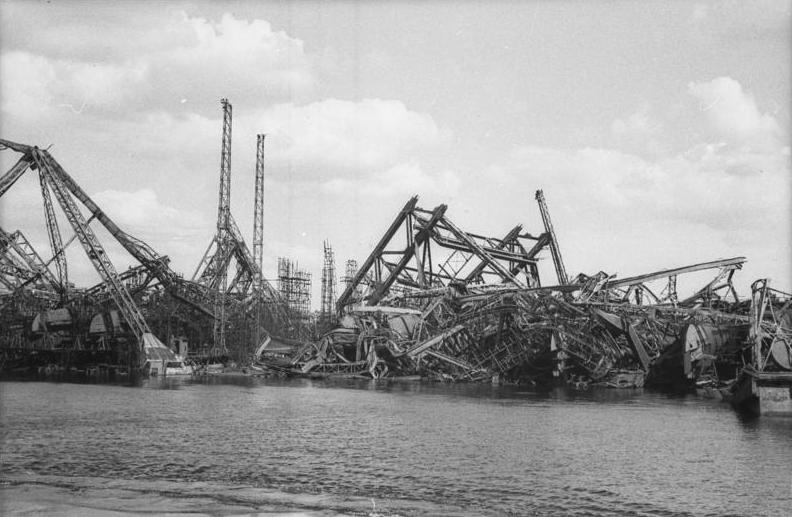
Los astilleros de Blohm & Voss en 1948 destruidos por los bombardeos aliados.

Blohm + Voss (conocida hasta 1965 como Blohm & Voss) es una empresa alemana constructora de barcos y que además realiza diversos trabajos de ingeniería. Fue fundada el 5 de abril de 1877, por Hermann Blohm y Ernst Voss en calidad de socios. Construyeron un astillero con más de 15 000 m² cubiertos y 250 m de frente de agua en la isla de Kuhwerder, cerca de la ciudad de Hamburgo. Las instalaciones del astillero incluían 3 amarraderos, de los que dos de ellos podían albergar buques de más de 100 metros de eslora. El logo de la empresa es un simple rectángulo azul oscuro, con bordes redondeados, que tiene escrito en letras blancas "Blohm + Voss".
La compañía ha continuado construyendo barcos y otras grandes máquinas durante 125 años. A pesar de haber quedado prácticamente destruida en la Segunda Guerra Mundial, sigue construyendo navíos de guerra para la Armada alemana y para la exportación (véase MEKO), así como también equipos de perforación petrolífera y barcos comerciales para numerosos clientes de todo el mundo.
Desde 1930 hasta 1945 Blohm & Voss también se dedicó a construir aviones tanto para la aerolínea estatal alemana, Lufthansa, como para su fuerza aérea, la Luftwaffe. Los enormes hidroaviones que salían de su línea de montaje fueron los aviones más notables de la empresa, así como también los diseños radicales que a menudo incluían configuraciones asimétricas. A pesar de que su rama aeronáutica era conocida originalmente como Hamburger Flugzeugbau y los aviones diseñados por esta llevaban la designación "Ha", esta práctica se hizo cada vez menos frecuente y los nuevos diseños recibían, en cambio, la designación "BV".
Hoy en día, Blohm + Voss es (junto con Howaldtswerke en Kiel y Nordseewerke en Emden) una subsidiaria de ThyssenKrupp Marine Systems.

## Barcos y submarinos
Los más famosos barcos construidos por Blohm + Voss incluyen:
- Buques de vela:
  - Petschili (1903), Pamir  (1905), Passat (1911), Peking (1911), Pola  (1916), Priwall  (1917), y otros buques de vela de la compañía naviera alemana F. Laeisz
  - El buque escuela de tres mástiles Gorch Fock (1933)

- Transatlánticos y otros buques de pasajeros:
  - SS Europa (1930)
  - SS Cap Arcona hundido cerca del fin de la Segunda Guerra Mundial con la pérdida de muchas vidas humanas
  - Wilhelm Gustloff, cuyo hundimiento es el peor desastre marítimo de la historia
  - Explorer, barco utilizado por la universidad de Semester at Sea
  - Prinzessin Victoria Luise primer barco construido para la Línea Hamburgo-América

- Yates privados:
  - Savarona – Fue el yate presidencial de Turquía y ahora es un yate chárter. Esta entre los yates más grandes del mundo con su eslora de 142 metros.
  - Enigma
  - Eclipse - Del magnate ruso Román Abramóvich. Con 168 metros de eslora poseía el título de yate más grande del mundo en el momento de su construcción. Su valor es de unos 300 millones de euros. Su propietario guarda con celo las prestaciones y equipamiento real del megayate. De él ha trascendido que tiene 16 suites de lujo para sus huéspedes VIP así como un dormitorio principal de 500 metros cuadrados. Dos helipuertos, varios jacuzzies, piscina climatizada, cine y discoteca. Entre lo más llamativo y costoso, sus medidas de seguridad: Cristales blindados, sistemas de movimiento, sala de vigilancia con sistema de circuito cerrado de TV, submarino interior para evacuación de emergencia y radar antimisiles.
  - Dubái - Propiedad de Mohammed bin Rashid Al Maktoum. Fue un proyecto común de los astilleros germanos Lürssen y Blohm & Voss. La embarcación cuenta con 163 metros de eslora. Su equipamiento a la altura de un príncipe, amplias suites con capacidad para hasta 24 invitados, exteriores y con terraza privada; interiores de diseño obra de Philippe Starck, gimnasio, pista de squash, piscina, discoteca y hasta un teatro. Para salvaguardar la seguridad de sus ocupantes, el Dubái dispone de helipuerto con un Blackhawk armado en su cubierta en todo momento. El coste de este megayate es de algo más de 200 millones de dólares.

- Barcos de guerra de la Primera Guerra Mundial:
  - SMS Glyndwr, un mercante convertido en buque de apoyo a hidroaviones
  - SMS Von der Tann, crucero de batalla.
  - SMS Goeben, crucero de batalla.
  - SMS Moltke.
  - SMS Scharnhorst, un crucero acorazado.
  - SMS Seydlitz y SMS Derfflinger, dos cruceros de batalla que intervinieron en la Batalla de Jutlandia.

- Barcos de guerra de la Segunda Guerra Mundial:
  - Admiral Hipper, un crucero pesado.
  - Bismarck, un acorazado.
  - Numerosos U-Boot tipo VII, XVII, XXI y XXVI

- Barcos de guerra de la posguerra:
  - F209 Rheinland-Pfalz, a fragata ligera de la clase Bremen
  - F215 Brandenburg, la primera fragata ligera de la clase Brandenburg
  - F219 Sachsen, la primera fragata ligera de la clase Sachsen
  - 4 destructores multipropósito MEKO 360 para la Armada Argentina

## Aviones
Desde el año 1933 hasta el año 1945, Blohm & Voss también operaba la empresa de aviación Hamburger Flugzeugbau. A pesar de que al principio a los aviones de esta fábrica se los denominaba con el código Ha (por el nombre oficial de la empresa), el nexo con los astilleros Blohm & Voss probó ser demasiado fuerte por lo que los primeros aviones diseñados fueron llamados "Blohm & Voss, tipo Ha..." seguidos por el número de diseño. Para terminar con la confusión, el Reichsluftfartministerium (Ministerio del Aire del Tercer Reich) cambió el código de la compañía a BV. 

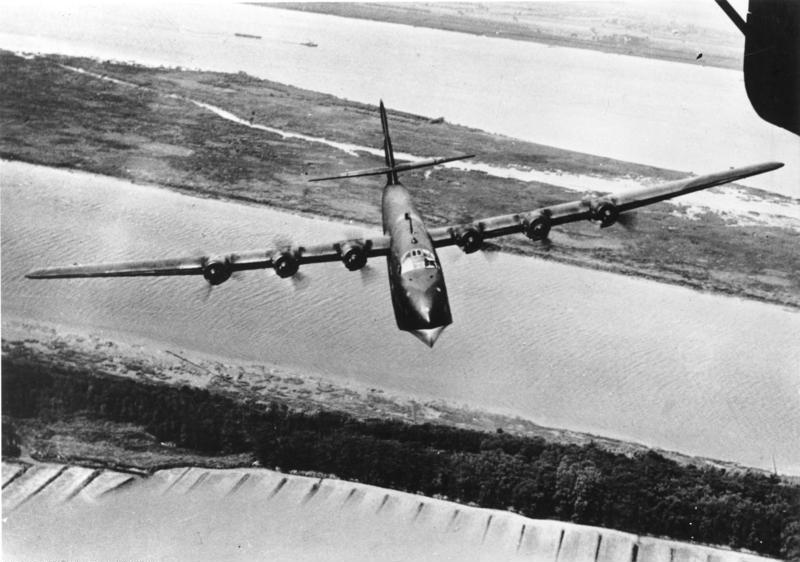
Hidrocanoa Blohm & Voss BV 222.

Las aeronaves diseñadas por Blohm & Voss (y por Ha) incluye:
- Blohm & Voss BV 40, planeador de caza monoplaza
- Blohm & Voss Ha 137, bombardero en picado (prototipo)
- Blohm & Voss BV 138, hidrocanoa de reconocimiento y lucha antisubmarina
- Blohm & Voss Ha 139, hidroavión postal de largo alcance, dragaminas y de reconocimiento
- Blohm & Voss Ha 140, hidroavión torpedero (prototipo)
- Blohm & Voss BV 141, avión de reconocimiento y observación de corto alcance (asimétrico)
- Blohm & Voss BV 142, avión de transporte y reconocimiento marítimo de largo alcance
- Blohm & Voss BV 143, bomba planeadora (prototipo)
- Blohm & Voss BV 144, avión de transporte medio alcance
- Blohm & Voss BV 155, caza-interceptor de gran altura (designado Me 155)
- Blohm & Voss BV 222, Wiking hidrocanoa de transporte y patrulla de largo alcance
- Blohm & Voss BV 238, (prototipo)hidrocanoa polivalente de gran autonomía
- Blohm & Voss BV 246, Hagelkorn (granizo), bomba planeadora de largo alcance guiada por radar

A pesar de que Hamburger Flugzeugbau volvió a aparecer después de la guerra, bajo diferentes nombres y dueños, continuó construyendo aeronaves hasta el presente, aunque ya sin nexo alguno con los astilleros Blohm & Voss.